# Anaxipha sjostedti
Anaxipha sjostedti är en insektsart som beskrevs av Lucien Chopard 1968. Anaxipha sjostedti ingår i släktet Anaxipha och familjen syrsor. Inga underarter finns listade i Catalogue of Life.